# 活性多肽
活性多肽，又称活性肽，指在生物体内有着特殊功能的肽。小到只含有两个氨基酸，大到由上百个氨基酸组成。
活性肽广泛分布于生物界。起着许多各种各样的作用。常见作为细胞内部或细胞间传输化学信号的信使，调控细胞间或器官间的行动。包括神经、免疫、衰老等许多最新的研究方向都与小小的活性肽有关。
常见而重要的活性多肽包括：穀胱甘肽GSH、催产素、脑肽等等。